# Voronež
Voronež [vorónež] (rusko Воро́неж) je mesto v Rusiji, upravno središče Voroneške oblasti. Leži 500 km južno od Moskve in blizu ukrajinske meje. Danes ima mesto skorajda milijon prebivalcev in nosi status Zgodovinskega mesta.

## Zgodovina
Voronež je nastal leta 1585 kot stražna točka na obrobju moskovske države. Mesto so začeli graditi na visokem desnem bregu reke Don na mestu stare naselbine. 1586 so po ukazu carja Fjodorja Joanoviča v mestu zgradili utrdbo. Po zapisu v Stražni knjigi iz leta 1615 je razvidno, da je v mestu živelo približno 2000 prebivalcev. V 2. polovici 17. stoletja se je obrambni pomen mesta zmanjšal, začela pa se je večati njegova trgovska vloga.
Novo poglavje v zgodovini mesta se je začelo leta 1696, ko se je car Peter I. v pripravah na Azovski pohod odločil, da bo svojo vojaško floto zgradil v Voronežu. V mestu so se pojavile nove obrti, povezane s tem: kovačije, livarski obrati, vrvarne, ...
Leta 1715 je Voronež postal administrativno središče Azovske gubernije, ki se je kasneje preimenovala v Voroneško gubernijo.
V 1. polovici 19. stoletja je znatno naraslo število kulturnih ustanov in njihov pomen v življenju mesta. Voroneška gimnazija je dala nekaj pomembnih osebnosti, odprla se je prva javna knjižnica, poklicno gledališče, mestni časopis Voroneški gubernijski časopis (Воронежские губернские ведомости).
V Voronežu so se rodili pisatelji: Ivan Aleksejevič Bunin, Samujil Jakovljevič Maršak,  Andrej Platonovič Platonov in Arkadij Davidovič. Leta 1913 je imelo mesto približno 94800 prebivalcev in je po velikosti sodilo med 20 največjih mest Ruskega imperija.
Sovjetsko oblast so v Voronežu razglasili 3. novembra 1917.
Med 2. svetovno vojno so v mestu od julija 1942 do januarja 1943 potekali težki boji, v katerih je bilo mesto dodobra razrušeno, vendar so ga v prvih desetih letih korenito prenovili, zaradi industrijskih potreb so zgradili še veliko vodno zajetje.